# Fachingen
Fachingen est un quartier de la commune de Birlenbach dans le district Rhin-Lahn de Rhénanie-Palatinat. Le quartier est situé sur la rivière Lahn, à quelques kilomètres au sud-ouest de Diez.

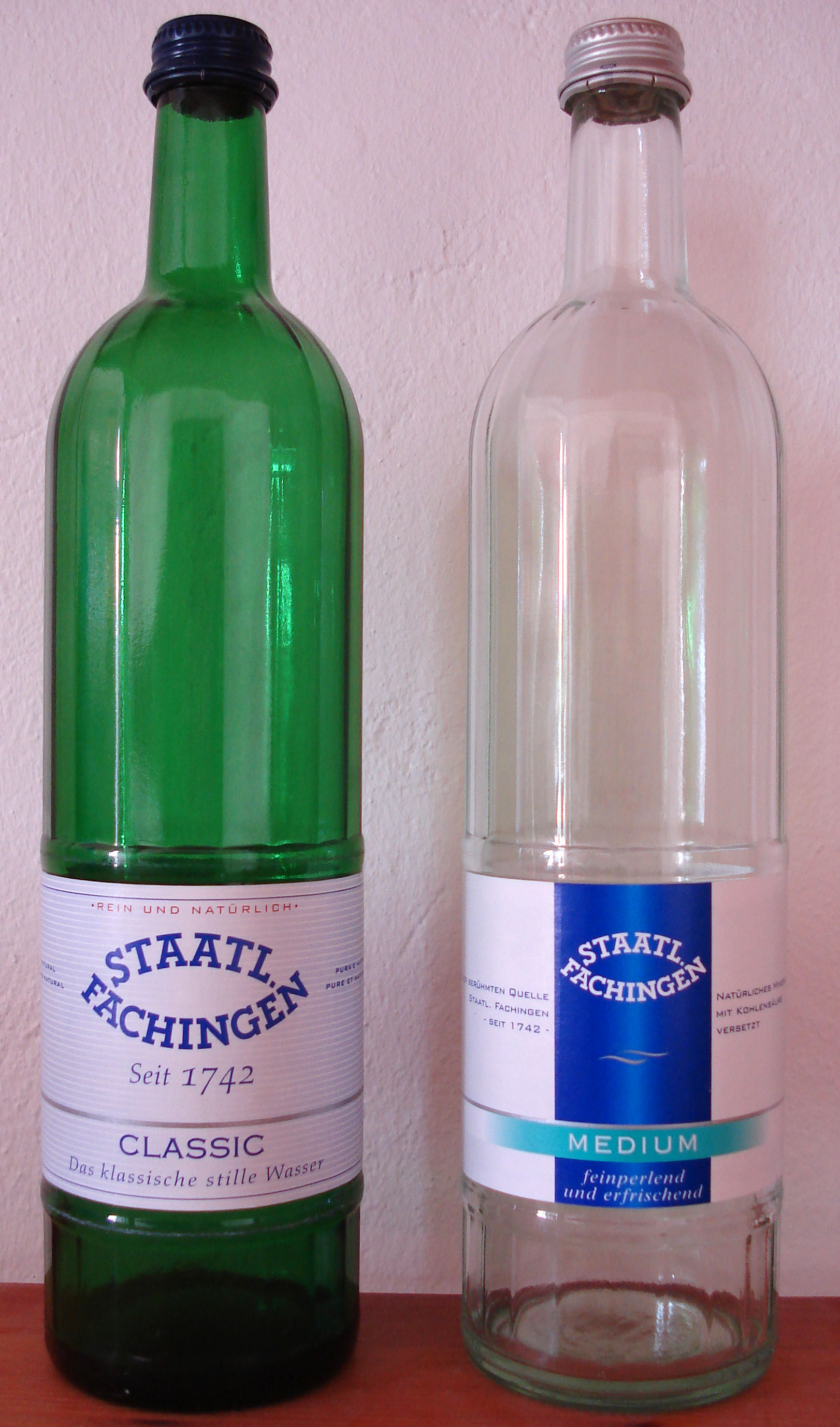
deux bouteilles de Eau Étatique de Fachingen

Fachingen est aussi le lieu d'une source d'eau minérale utilisée depuis 1742. Avec une part de marché de 26 %, elle est l'eau médicinale la plus consommée en Allemagne.